# Johanna Galliotti

Johanna Noemí Galliotti (Avellaneda, Provincia de Buenos Aires, Argentina; 15 de enero de 1990) es una futbolista argentina. Juega de mediocampista en Ferro Carril Oeste de la Primera División Femenina de Argentina.

## Trayectoria

### Boca Juniors
Desde el año 2010 formó parte de Boca Juniors con quienes ganó: 7 títulos de Primera División, 1 Supercopa y participó 5 veces de la Copa Libertadores, entre las que se destaca el 3° puesto en la edición 2010. En septiembre de 2018 se convierte en baja del club.

### Racing Club
Para la segunda mitad del año 2018 pasa a formar parte de La Academia. En septiembre del mismo año anota el gol de la victoria de su equipo 1-0 en el clásico ante Independiente. En agosto de 2019 firma su primer contrato como profesional. Se marcha del club en junio de 2020.

### Estudiantes de La Plata
El 24 de julio de 2020 el Pincha hace oficial su fichaje por 1 año y medio hasta diciembre de 2021. En julio de 2021 rescinde su contrato cuando aún le restaban 6 meses.

### Suchitepéquez
En julio de 2021 firma con Club Social y Deportivo Suchitepéquez de Guatemala.

### El Porvenir
A inicios de 2022 se une al Porve, hace su debut en la segunda fecha del Campeonato 2022 en la victoria 0-2 de su equipo ante Estudiantes de La Plata en calidad de visitante.

### Estudiantes de Buenos Aires
A finales de 2022 se hace oficial su firma con el conjunto de Caseros.

## Estadísticas

### Clubes
| Club                        | País      | Año             |
| --------------------------- | --------- | --------------- |
| Boca Juniors                | Argentina | 2010 - 2018     |
| Racing Club                 | Argentina | 2018 - 2020     |
| Estudiantes de La Plata     | Argentina | 2020 - 2021     |
| C.S.y.D. Suchitepéquez      | Guatemala | 2021 - 2022     |
| River Plate                 | Argentina | 2022            |
| Estudiantes de Buenos Aires | Argentina | 2022 - presente |